# Амикеевская волость
Амикеевская волость (тат. ئەمەكەي ۋولىٰسىٰ, Əməkəj  vulьsь, Әмәкәй вулысы) — административно-территориальная единица в составе Мензелинского уезда Уфимской губернии и Мензелинского кантона Татарской АССР.
По состоянию на 1913 год волостное правление находилось в селении Амикеево. На 1910-е годы граничила с Байсаровской, Поисёвской, Шуганской волостями Мензелинского уезда, Нагайбаковской, Бакалинской, Куручевской волостями Белебеевского уезда и Илишевской волостью Бирского уезда.
Волость возникла не позднее 1857 года в составе Мензелинского уезда Уфимской губернии. По декрету «Об Автономной Татарской Социалистической Советской Республике» вошла в состав Мензелинского кантона Татарской АССР. При укрупнении волостей в Татарской АССР осталась одной из немногих волостей, сохранившихся в прежних границах.
К 1930 году волость делилась на 15 сельсоветов (Сускеевский, Тлянчинский, Кубяковский, Чуракаевский, Буляковский, Уразметевский, Татбулярский, Баюковский, Ново-Агбязовский, Кармалинский, Старо-Агбязовский, Амикеевский, Табанлыкулевский, Ново-Саитовский, Горбуновский).
В связи с введением районного деления на всей территории Татарской АССР упразднена в 1930 году, бо́льшая часть территория волости вошла в состав Муслюмовского района, селения Зиланово, Чуракаево, Старое и Новое Агбязово, Табанлыкуль, Новопокровка, Зириклы, Новое Альметьево, Тырыш включены в состав Актанышского района.